# Admiralty Arch
L'Admiralty Arch (letteralmente “Arco dell’Ammiragliato”) è un edificio di Londra con tre grandi archi che permettono il collegamento tra il Mall e Trafalgar Square. Progettato da Sir Aston Webb, fu ultimato nel 1912.
L'edificio fu fatto costruire dal re Edoardo VII in memoria di sua madre, la Regina Vittoria. Tristemente, Edoardo VII non visse abbastanza per vedere il suo completamento.
Sopra i tre grandi archi c'è una grande iscrizione in latino scolpita nel marmo:
(Nel decimo anno del regno di Edoardo VII, alla Regina Vittoria, da parte dei suoi gratissimi cittadini, 1910)
Una caratteristica singolare di questo edificio è "il naso". Sulla parete interna dell'arco più a nord (a sinistra per chi proviene dal Mall) c'è una sporgenza che assomiglia molto sia nella forma che nelle dimensioni ad un naso umano. Si trova ad un'altezza di circa 210 cm, corrispondente alla cintola di chi passa a cavallo attraverso gli archi. Non si hanno notizie certe sul perché ci sia, ma la tradizione vuole che sia stato fatto in onore del duca di Wellington, che era noto per avere un grosso naso. I soldati dell'epoca erano soliti toccare il "naso di Wellington" come portafortuna mentre passavano a cavallo attraverso l'arco.
L'arco centrale è normalmente chiuso con delle porte di ferro, ed è riservato ai membri della famiglia reale britannica durante le cerimonie. Gli altri due archi sono aperti ai veicoli ed ai pedoni.
L'edificio ospitava diversi uffici governativi, mentre nel 2012 è stato ceduto con un leasing di 125 anni a privati per essere trasformato in un albergo di lusso.

## Galleria d'immagini

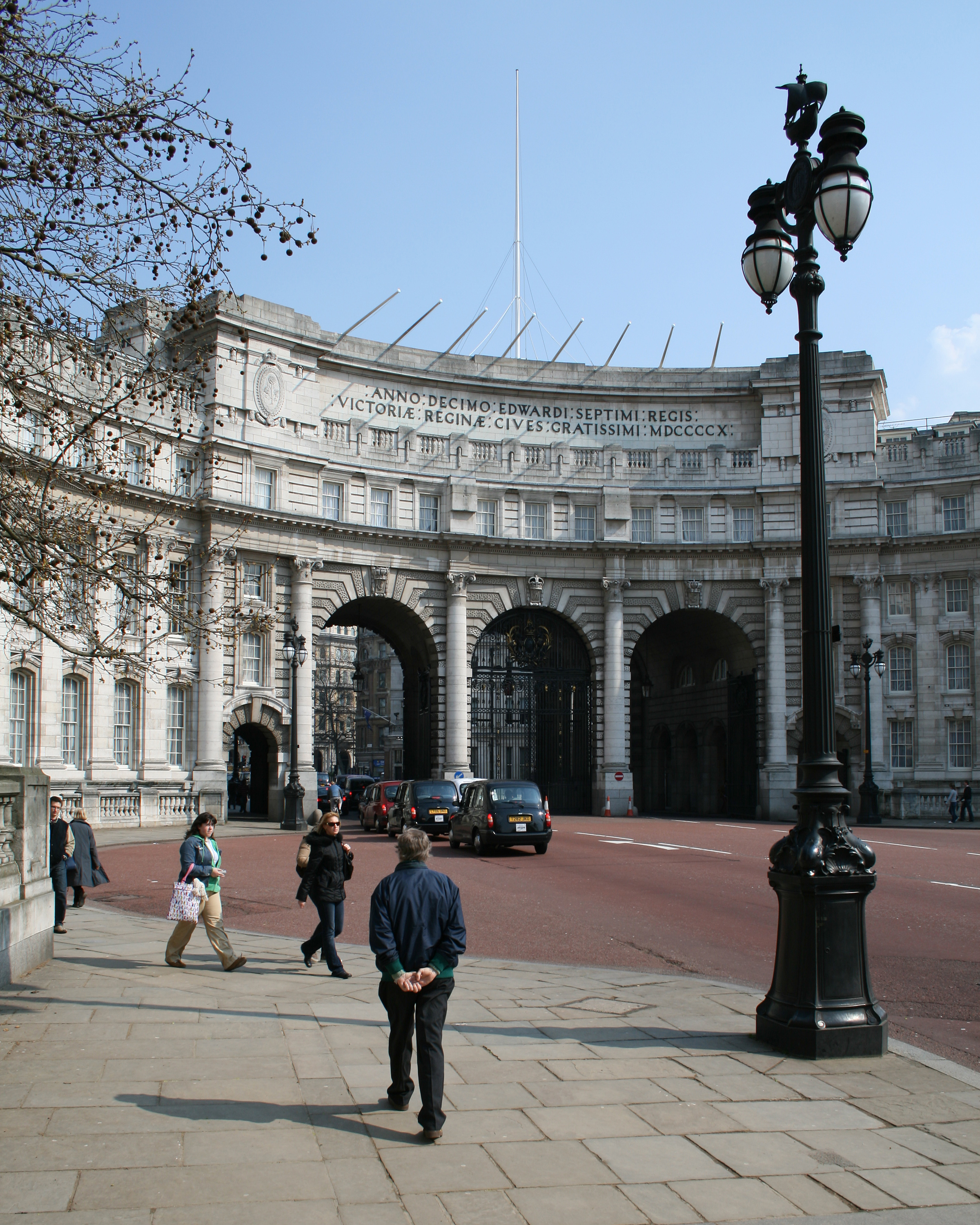
Vista in direzione di Trafalgar Square
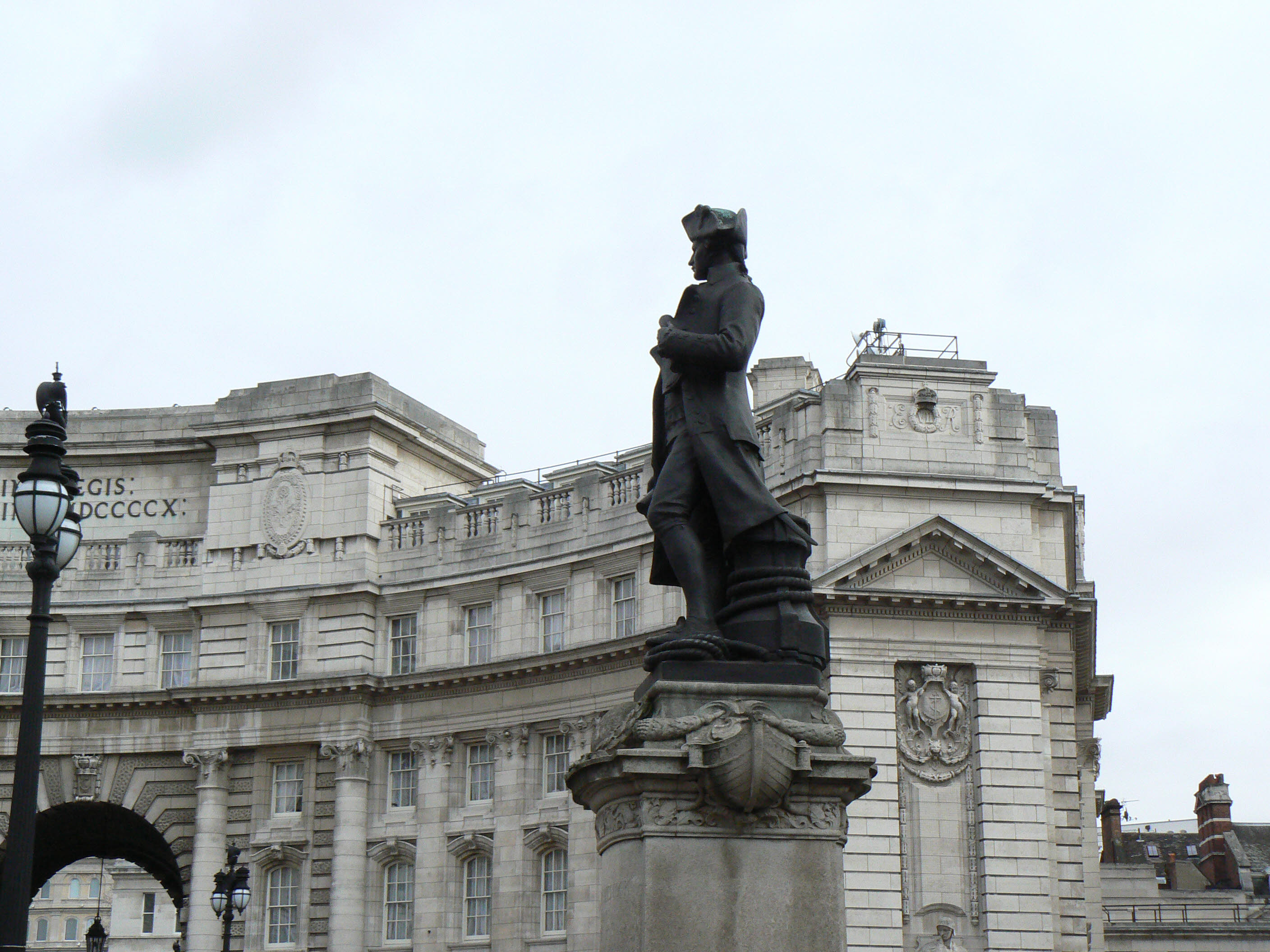
Statua del capitano James Cook nei pressi dell'arco
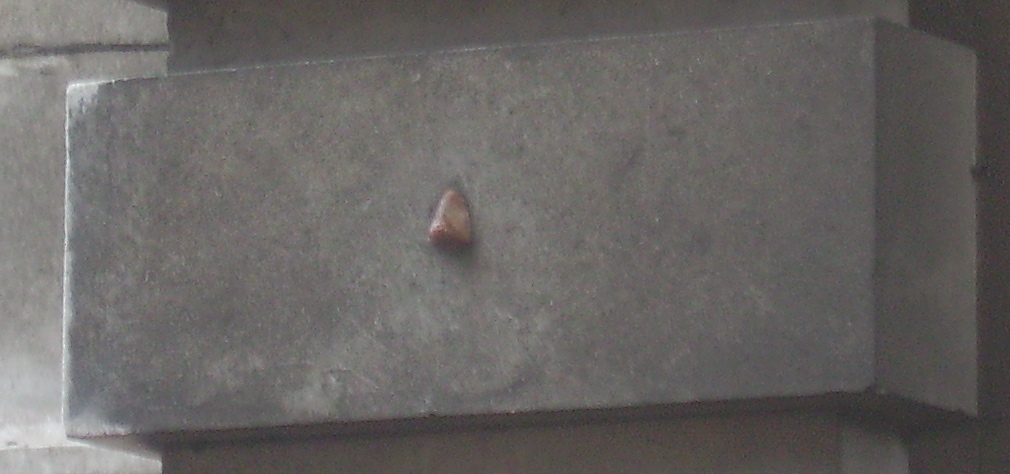
Il naso presente sull'arcata settentrionale
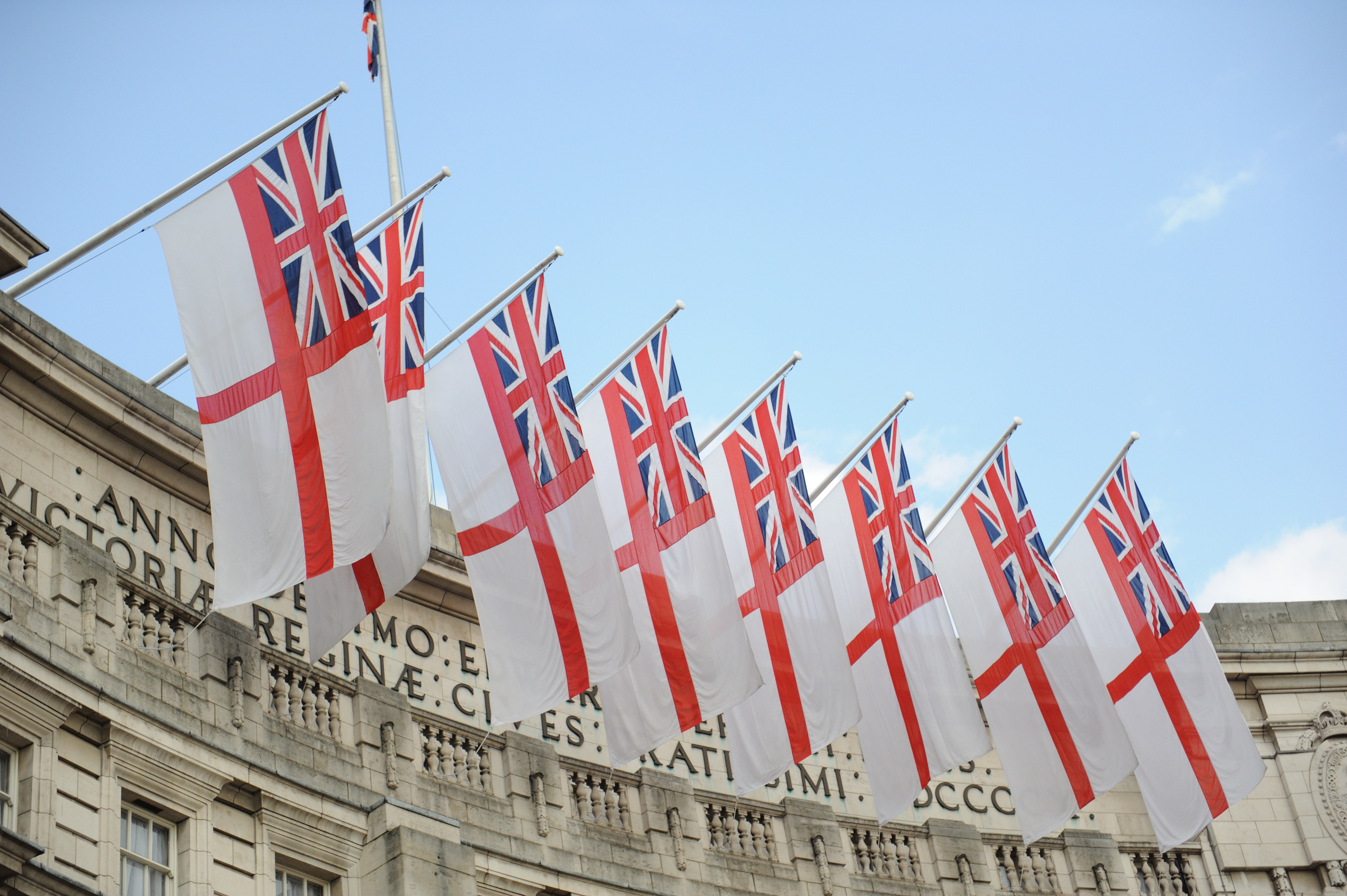
L'arco decorato con insegne bianche britanniche nel giorno di San Giorgio, 2011
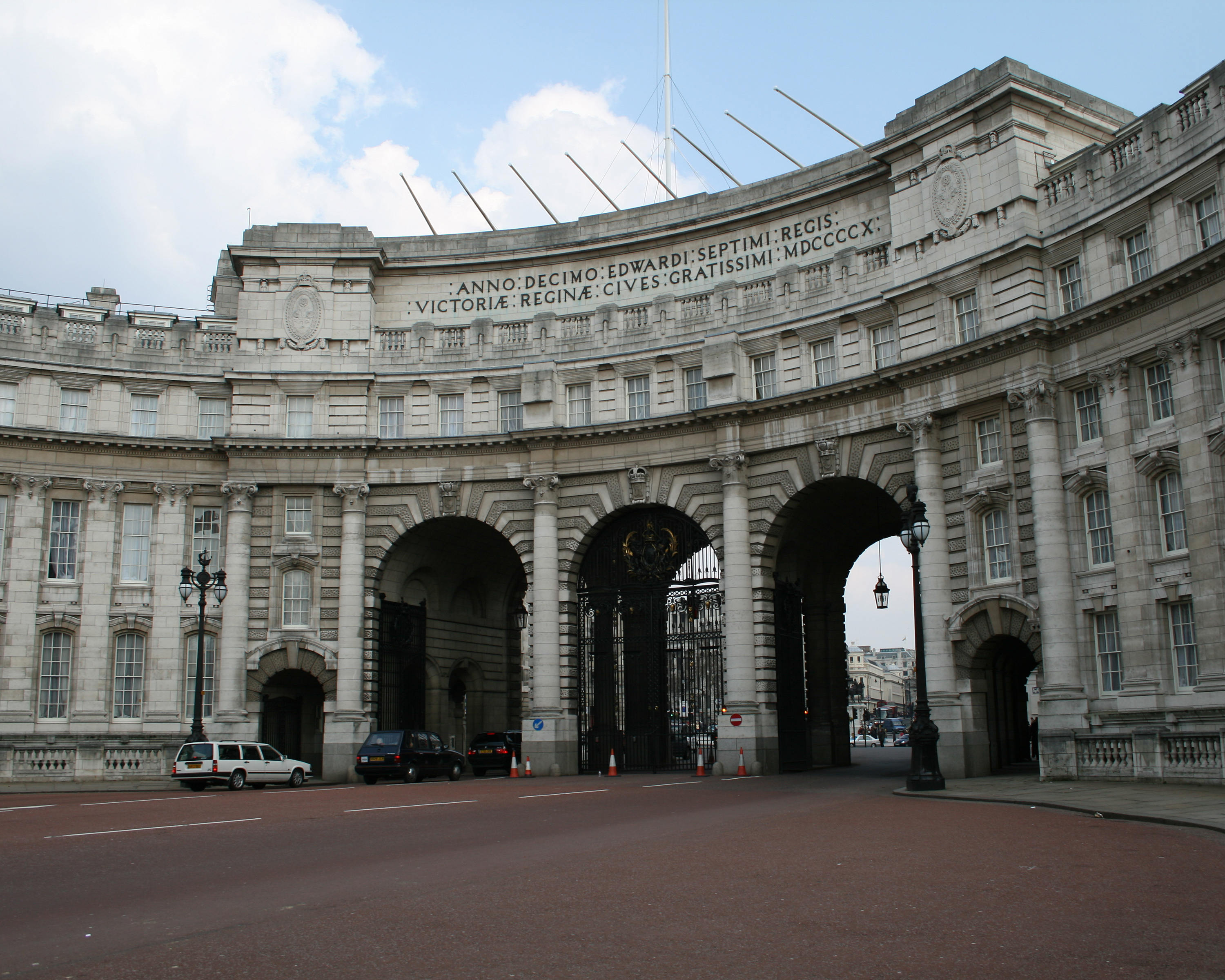
L'Admiralty Arch visto più da vicino